# Draghundsport
För andra betydelser, se Dragprov.
Draghundsport (hundkörning) är en hundsport för draghundar som går ut på att ta sig mellan två punkter på kortast tid. Den internationella beteckningen är musher eller mushing efter franskans marche. Sporten finns i flera olika grenar, klasser och distanser på både snö och barmark; med hundspann eller bara en hund; med olika redskap och för olika hundraser och hundrastyper, även blandrashundar (bland annat europeisk slädhund och Alaskan husky). Tävlingar finns från klubbnivå till världsmästerskap. I Sverige arrangeras tävlingar och prov av Svenska Draghundsportförbundet och Svenska Polarhundklubben samt som Polishunds-SM. Vid de olympiska vinterspelen 1932 var slädhundsrace uppvisningssport.

## Grenar
- Slädhundstil (nomestil - efter staden Nome, Alaska): Hundföraren kör släde bakom ett hundspann på fyra, sex eller åtta hundar, alternativt i öppen klass med valfritt antal hundar. Man tävlar i sprint eller distans. I sprint är sträckorna mellan fem och 25 km beroende på antal hundar i spannet. Vid medeldistanstävlingar körs mellan 40 och 100 km per dag, ofta med övernattning i naturen. Tävlingarna kan vara i form av stafetter, som Vindelälvsdraget, eller orientering som Fjälldraget. Den längsta tävlingen i Norden är Finnmarksløpet som är över ett hundra mil lång. Det görs ingen skillnad på olika hundraser eller män och kvinnor. Från 15 års ålder tävlar man i seniorklass.
- Nordisk stil: Hundföraren åker skidor och hunden drar antingen en pulka eller är fäst vid föraren med lina (linkörning). Oftast tävlar man med en hund, men det finns även tävlingar för hundspann. Nordisk stil har mycket gemensamt med tävlingar i längdåkning, starten kan vara masstart eller jaktstart, man kan tävla i stafett, orientering eller combined där en sträcka körs med pulka och en sträcka med linkörning. Vikten i pulkan är 20 kg per hund, sträckan mellan fem och 25 km. Det finns öppna klasser och klasser för olika raser. Från 21 års ålder tävlar man i seniorklass och man skiljer på herr- och damklasser. Motionsklass finns endast som linkörning. Det internationella namnet är skijoring efter norskans skikjøring.
- Barmarksstil finns i hela åtta olika klasser: Linlöpning; cykel med en eller två hundar samt hjulfordon med från en till åtta hundar. Linlöpning och cykling är uppdelade i herr och dam; alla klasser med fyra hundar eller färre finns även för juniorer. Vid fler än två hundar måste kärran ha fyra hjul, annars går det bra med trehjulingar eller sulky. Sträckorna på mellan tre och tio km bestäms av temperaturen. Mått på fordonen samt vikt varierar mellan klasserna. Vid cykling med två hundar skall tramporna vara låsta, det handlar alltså om renodlad tolkning.
- Dog-ski är en handikappidrott under utveckling, där åkdonet är individuellt konstruerat beroende på funktionsnedsättning.

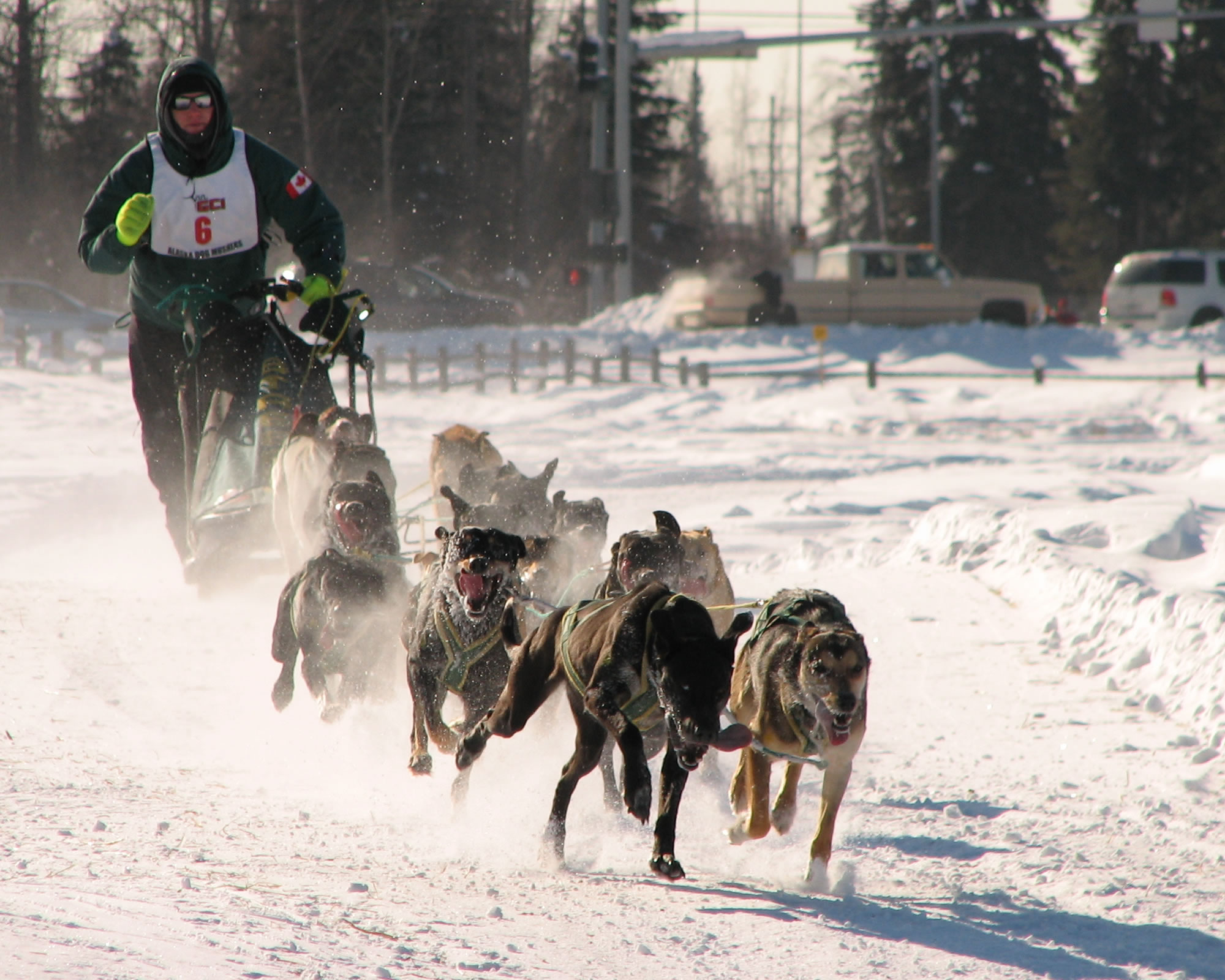
Slädhundstil.
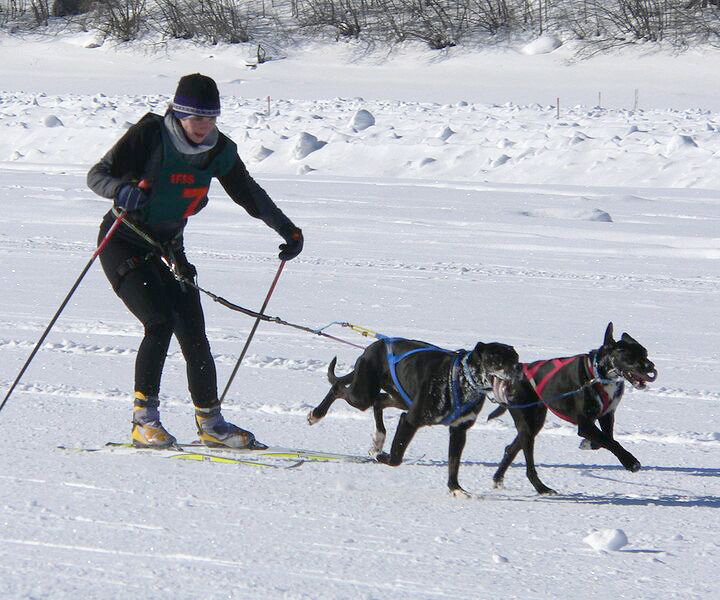
Nordisk stil utan pulka.
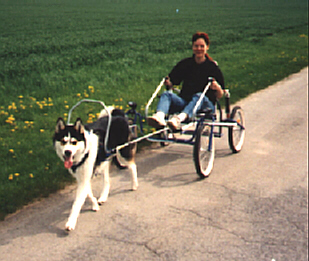
Barmarkstil med kärra.

## Hundraser
För polarhundsraserna krävs meriter från polarhundprov för utställningschampionat. Polarhundprov kan utföras i såväl slädhundstil som nordisk stil med pulka. För brukshundsraserna beauceron, belgisk vallhund, berger picard, bouvier des flandres, boxer, briard, ceskoslovenský vlciak, collie, dobermann, hollandse herdershond, hovawart, riesenschnauzer, rottweiler, schäfer och svart terrier är draghundsmeriter i nordisk stil alternativ till bruksprov för högre utställningsutmärkelser. De stående fågelhundarna korthårig vorsteh, strävhårig vorsteh och pointer hör till de mest populära och framgångsrika tävlingshundarna.